# ژیراردویل، کبک
ژیراردویل (به فرانسوی: Girardville) شهری در منطقه شهری ماریا-شاپدولن ناحیه سگنه-لاک-سن-ژان در استان کبک کانادا است. در سرشماری سال ۲۰۱۱ این شهر ۱٬۲۱۳ نفر جمعیت داشته‌است و مساحت آن ۱۲۵٫۸ کیلومتر مربع است.